# آلازون

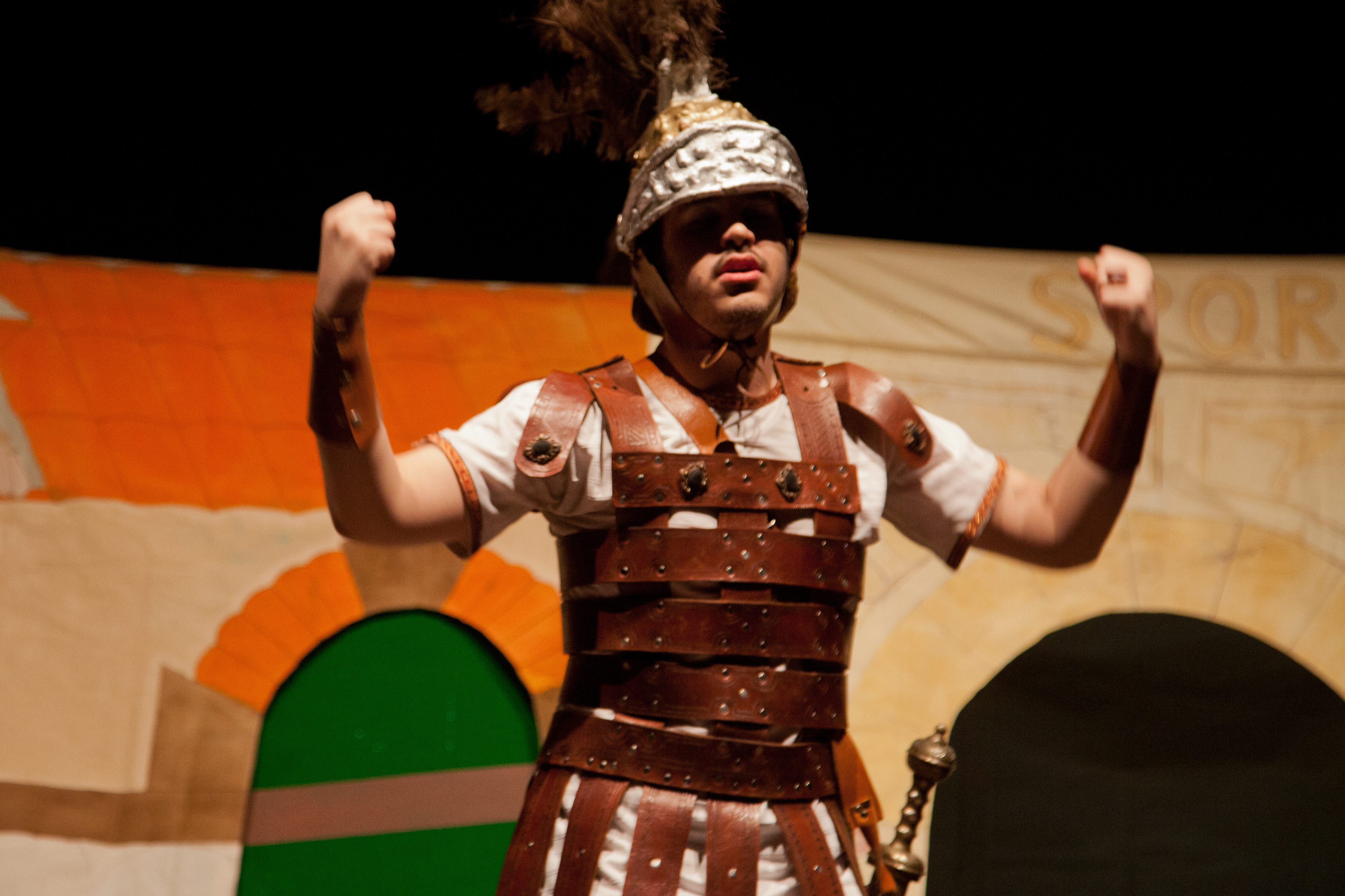
آلازون

آلازون (به انگلیسی: Alazon) (به یونانی: ἀλαζών) همراه آیرون و لوده، جزو سه شخصیت قراردادی در کمدی‌های تئاتر یونان باستان است. آلازون مردی بلوف‌زن، ترسو و خودفریب است که در تقابل با آیرون قرار می‌گیرد.
این شخصیت نخستین بار در نمایشنامهٔ پهلوان‌پنبه اثر پلاتوس، نمایشنامه‌نویس روم باستان، ظاهر شد. نیکولا اودال اولین نمایش‌نامه‌نویس انگلیسی بود که در نمایش‌نامهٔ رویستر دویستر از آن استفاده کرد. بعدها ویلیام شکسپیر در هنری ششم با شخصیت فالستاف و بن جانسن در هرکس سرخُلق خویش با شخصیت بوداریل، آلازون را دوباره خلق کرد. در ملکهٔ پریان ادموند اسپنسر هم شخصیتی با همین نام وجود دارد.